# Tom Blom
Tom Blom (L'Aia, 25 settembre 1946 – Den Dungen, 3 luglio 2017) è stato un conduttore radiofonico e conduttore televisivo olandese.

## Biografia
Nel 1975, Blom fece il suo primo esordio in televisione come presentatore del The Johnny Kraaijkamp Show. Più tardi, fu presentatore del programma De Eerste de Beste (insieme a Walter Tiemessen). Dal 1983, Blom fu un commentatore e co-presentatore in Te land, ter zee en in de lucht, insieme a Tom Mulder e Jack van Gelder.
Nel 1989 interruppe queste attività dopo il fallimento del canale televisivo TV10 di Joop van den Ende. Dal 2000, Blom tornò come commentatore a Te land, ter zee en in de lucht.